# Genting Highlands
El Genting Highlands  (en malayo: Tanah Tinggi Genting)  es un resort en una colina en Malasia desarrollado por el grupo Genting. La colina está a una altitud promedio de 1.740 metros (5.710 pies) en la Sierra de Titiwangsa en la frontera entre los estados de Pahang y Selangor de Malasia. Genting Resorts World es operado por Genting Malaysia Berhad (antes conocido como Resorts World Bhd), que también opera Awana una cadena de resorts y hoteles.
Conocida como la "ciudad de la diversión encima de la nube ', Genting Highlands es el único casino en tierra legal  en el país, llamado Casino de Genting, y es propiedad de Genting Malaysia Berhad, una subsidiaria del grupo Genting.